# Лорія жовточерева
Лорія жовточерева (Loboparadisea sericea) — вид горобцеподібних птахів родини Cnemophilidae.

## Поширення
Лорія жовточерева поширена у тропічних гірських дощових лісах Нової Гвінеї.

## Опис
Дрібні птахи з невеликими конічними дзьобами, округлими крилами, коротким, квадратним хвостом і маленькими ногами. Тіло завдовжки 17 см, вагою 50-77 г. Голова рудо-коричневого забарвлення. Передня частина спини, крила і хвіст світло-коричневі. Черево, груди, задня частина спини сірчано-жовтого кольору. У самців над дзьобом є синій м'ясистий наріст..

## Спосіб життя
Лорії живуть у тропічному дощову лісі. Живляться фруктами, зрідка можуть доповнювати раціон комахами. Сезон розмноження триває з травня по жовтень.

## Підвиди
- Loboparadisea sericea sericea, номінальний підвид, поширений у західній частині ареалу;
- Loboparadisea sericea aurora Mayr, 1930, поширений у південно-східній частині ареалу.